# Water for Elephants (filme)
Water for Elephants (bra: Água para Elefantes; prt: Água aos Elefantes) é um filme de drama romântico estadunidense de 2011, baseado no livro homônimo de Sara Gruen, dirigido por Francis Lawrence. É estrelado por Robert Pattinson, Reese Witherspoon e Christoph Waltz.
Em um orçamento de US$38 milhões, as filmagens começaram em 20 de maio de 2010 em Los Angeles, Piru, Fillmore, na Califórnia; Chattanooga, Tennessee; Kensington e Chickamauga na Geórgia. As filmagens terminaram em 4 de agosto de 2010. Esta é a segunda vez que Witherspoon e Pattinson se apresentam juntos, já que eles filmaram uma cena deletada de Vanity Fair de 2004, na qual ele era seu filho distante. Regravações para o filme foram agendados para meados de janeiro de 2011. As cenas de tumulto foram compostas digitalmente.
O filme estreou em Nova York e Los Angeles para um lançamento limitado em 15 de abril de 2011, em seguida, recebeu um grande lançamento nos Estados Unidos e no Canadá em 22 de abril de 2011 nos cinemas convencionais em 2,817 cinemas. Ele recebeu críticas mistas por parte dos críticos de cinema, acumulando uma classificação de "Fresh" no Rotten Tomatoes com base em comentários agregados, e uma classificação de "críticas mistas ou médias" no Metacritic. Water for Elephants arrecadou US$6,924,487 em seu dia de abertura em 22 de abril de 2011, com exibições à meia-noite em 2,817 locais. No geral, o filme fez $16,842,353 e estreou em #3 em seu fim de semana de abertura. Em seu segundo fim de semana, caiu para o quarto lugar e arrecadou US$9,342,413 - US$3,313 por cinema. Em seu terceiro final de semana, caiu para o 6º lugar e faturou US$6,069,603 - US$2,322 por cinema. Em 27 de setembro de 2011, seu total bruto foi de US$58,709,717 nos Estados Unidos e US$58,385,185 no exterior, para um total de US$117,094,902.
Alegações de crueldade com animais foram feitas na cena da elefante Rosie, que Tai retrata, é severamente abusada. Um porta-voz da American Humane Association assegurou às pessoas que todas as cenas de abuso no filme foram o trabalho de efeitos especiais e CGI, e que os sons de gemido e choro que Tai é visto fazendo no filme eram faixas de áudio, e não foram realmente feitas por Tai. A controvérsia entrou em erupção, no entanto, em relação às preocupações que Tai foi maltratada antes das filmagens. Um vídeo divulgado pela Animal Defenders International (ADI) feito em 2005 mostra imagens de Tai supostamente tomando choques e sendo golpeado em torno do corpo e pernas com ganchos, enquanto estava sob os cuidados da Have Trunk Will Travel, companhia de treinamento de elefantes que foi acusada, emitiu um comunicado em sua defesa, dizendo que o Animal Defenders é um "grupo extremista" com "histórico de uso de meios não-honestos para alcançar seus objetivos". A Have Trunk Will Travel respondeu ao vídeo afirmando: "Nenhuma das imagens mostradas foi tirada durante o treinamento de Tai para o Water for Elephants".

## Enredo
Quando jovem, na época da Grande Depressão, Jacob Jankowski (Pattinson) entrou em um trem do circo dos Irmãos Benzini - O Maior Espetáculo da Terra. Ele era veterinário quase formado, e começou a trabalhar para o circo. O idoso Jacob (Holbrook), lembra de tudo que tinha acontecido dentro do circo.
No circo, Jacob conhece Marlena (Witherspoon), uma estrela do circo, mulher de August (Waltz), o dono do circo. Conhece também Rosie, uma elefanta intreinável, que acaba sendo a grande esperança de salvação do circo. Entorno disto tudo ele acaba se apaixonando por Marlena, mas coisas inesperáveis acontecerão.

## Elenco
- Reese Witherspoon como Marlena Rosenbluth
- Robert Pattinson como Jacob Jankowski
- Hal Holbrook como Jacob Jankowski idoso
- Christoph Waltz como August Rosenbluth
- Tai como Rosie, a elefante
- James Frain como cuidador de Rosie
- Paul Schneider como Charlie O'Brien
- Ken Foree como Earl
- Tim Guinee como Diamond Joe
- Mark Povinelli como Kinko/Walter
- Scott MacDonald como Blackie
- Jim Norton como Camel
- Richard Brake como Grady
- Sam Anderson como Mr. Hyde
- John Aylward como Mr. Ervin
- Uggie como Queenie, o terrier